# Helmut Kelleners
Helmut Kelleners (ur. 29 grudnia 1938 roku w Moers) – niemiecki kierowca wyścigowy.

## Kariera wyścigowa
Kelleners rozpoczął karierę w międzynarodowych wyścigach samochodowych w 1967 roku od startów w Formula Vee Cup (Europe), gdzie raz stanął na podium. Z dorobkiem siedmiu punktów uplasował się na szóstej pozycji w klasyfikacji generalnej. W późniejszych latach Niemiec pojawiał się także w stawce European Touring Car Championship, 24-godzinnego wyścigu Le Mans, Interserie, 24 Hours of Spa-Francorchamps, German Racing Championship, European GT Championship, Procar BMW M1, World Challenge for Endurance Drivers, FIA World Endurance Championship, Grand American Rolex Series, 24h Nürburgring oraz Procar BMW M1 Revival.